# Rudnea-Fasova, Volodarsk-Volînskîi
Rudnea-Fasova (în ucraineană Рудня-Фасова) este un sat în comuna Fasova din raionul Volodarsk-Volînskîi, regiunea Jîtomîr, Ucraina.

## Demografie
Componența lingvistică a localității Rudnea-Fasova
     Ucraineană (98,65%)
     Belarusă (1,35%)
Conform recensământului din 2001, majoritatea populației localității Rudnea-Fasova era vorbitoare de ucraineană (98,65%), existând în minoritate și vorbitori de belarusă (1,35%).